# Исчезнувшие населённые пункты Удмуртии
Исчезнувшие населённые пункты Удмуртии — селения, существовавшие на территории современной Удмуртской Республики.
В силу разных причин они были покинуты жителями, или включены в состав других населённых пунктов.

## Изучение
В Удмуртском государственном университете при поддержке Русского географического общества разработан «Атлас исчезнувших деревень Удмуртии». Руководитель проекта: Рысин Иван Иванович, доктор географических наук, профессор. Авторы писали:

Мы должны сохранить в памяти все исчезнувшие деревни, где жили и трудились сотни тысяч тружеников села, в годы войны многие ушли на фронт и не вернулись в родные дома, они создавали экономический потенциал республики и России, если это сделать не сейчас, потом будет поздно. Сегодня зачастую память о многих деревнях хранят только одинокие черёмухи, когда-то заглядывавшие в окна, кусты смородины, заросшие крапивой, кое-где оставшиеся фундаменты домов, да ещё долгожители, жившие когда-то в этих деревнях— https://lostvillages.udsu.ru/about/